# Bronisław Frankowski
Bronisław Kazimierz Frankowski (ur. 22 grudnia 1941 w Gnieźnie, zm. 19 marca 2022 w Pile) – polski działacz partyjny i państwowy, funkcjonariusz Milicji Obywatelskiej, w latach 1978–1979 wicewojewoda pilski, w latach 1979–1981 prezydent Piły.

## Życiorys
Syn Antoniego i Pelagii. Kształcił się w Wieczorowym Uniwersytecie Marksizmu-Leninizmu i na sześciotygodniowym kursie w Wyższej Szkole Partyjnej KPZR. Kierował zarządem wojewódzkim Związku Socjalistycznej Młodzieży Polskiej w Pile, a także radą wojewódzką Federacji Socjalistycznych Związków Młodzieży Polskiej. Przez wiele lat działał w Związku Harcerstwa Polskiego, był m.in. zastępcą i komendantem Hufca ZHP w Gnieźnie.
W 1971 wstąpił do Polskiej Zjednoczonej Partii Robotniczej. W latach 1975–1981 należał do Komitetu Wojewódzkiego PZPR w Pile, zasiadał w jego egzekutywie. Od ok. lutego 1978 do czerwca 1979 pełnił funkcję wicewojewody pilskiego, od 1979 do 1981 zajmował stanowisko prezydenta Piły. W 1980 został sekretarzem ds. propagandy w KW PZPR w Pile. W 1981 wstąpił do Milicji Obywatelskiej, w 1982 zdał egzamin na pierwszy stopień oficerski w Akademii Spraw Wewnętrznych. Od 1982 był zastępcą naczelnika Wydziału Polityczno-Wychowawczego w Komendzie Wojewódzkiej MO w Pile, a od 1986 do 1989 – naczelnikiem takiegoż wydziału w Wojewódzkim Urzędzie Spraw Wewnętrznych w Pile. W III RP działał w Towarzystwie Pamięci Powstania Wielkopolskiego 1918/1919, za co wyróżniono go Srebrną Odznaką Honorową „Wierni Tradycji”. W ostatnich latach swego życia był aktywnym działaczem Sojuszu Lewicy Demokratycznej w Pile.
25 marca 2022 pochowany na cmentarzu komunalnym przy ul. Motylewskiej w Pile.